# Linkenbach
Linkenbach is een plaats in de Duitse deelstaat Rijnland-Palts, en maakt deel uit van de Landkreis Neuwied.
Linkenbach telt 501 inwoners.

## Bestuur
De plaats is een Ortsgemeinde en maakt deel uit van de Verbandsgemeinde Puderbach.
Anhausen ·
Asbach ·
Bad Hönningen ·
Bonefeld ·
Breitscheid ·
Bruchhausen ·
Buchholz (Westerwald) ·
Dattenberg ·
Datzeroth ·
Dernbach ·
Dierdorf ·
Döttesfeld ·
Dürrholz ·
Ehlscheid ·
Erpel ·
Großmaischeid ·
Hammerstein ·
Hanroth ·
Hardert ·
Harschbach ·
Hausen (Wied) ·
Hümmerich ·
Isenburg ·
Kasbach-Ohlenberg ·
Kleinmaischeid ·
Kurtscheid ·
Leubsdorf ·
Leutesdorf ·
Linkenbach ·
Linz am Rhein ·
Marienhausen ·
Meinborn ·
Melsbach ·
Neustadt (Wied) ·
Neuwied ·
Niederbreitbach ·
Niederhofen ·
Niederwambach ·
Oberdreis ·
Oberhonnefeld-Gierend ·
Oberraden ·
Ockenfels ·
Puderbach ·
Ratzert ·
Raubach ·
Rengsdorf ·
Rheinbreitbach ·
Rheinbrohl ·
Rodenbach bei Puderbach ·
Roßbach ·
Rüscheid ·
Sankt Katharinen (Landkreis Neuwied) ·
Stebach ·
Steimel ·
Straßenhaus ·
Thalhausen ·
Unkel ·
Urbach ·
Vettelschoß ·
Waldbreitbach ·
Windhagen ·
Woldert